# Корча
Корча (на албански: Korçë или Korça; на гръцки: Κορυτσά) е град в Югоизточна Албания и има население от 79 697 души (2009). Градът e административен център на едноименните община Корча и област Корча и се намира на надморска височина от 850 m.

## Етимология
Първоначалното име на града е Горица, дадено му най-вероятно от неговите основатели, зa които се предполага, че са били славяни от българската група. Името на града идва от старобългарската дума горица, тоест малка планина. Горица е част от средновековната област Девол, която е под прякото управление на българските епископи от Охрид и Охридската архиепископия. Споменава се в документ от 13 век, когато на севастократор Пал Гропа е подарено село Zuadigoriza (Света Горица) в подножието на Девол. По-късно по времето на османското нашествие на Балканите градът започва да се нарича Görice – Гьоридже, на гръцки: Κορυτσά; на арумънски: Curceaua и на италиански: Corizza.

## История
Регионът на Корча е населен още от неолитната епоха. По времето на Първото българско царство регионът е включен в границите му, в областта Кутмичевица. През XIII век градът се споменава за първи път в средновековен документ. Сегашният град датира от XV век, когато Иляз ходжа развива Гьоридже по време на управлението на султан Мехмед II. По-късно градът е център на санджак в рамките на Битолския вилает.
Корча не е включена в границите на Западния български вилает след Цариградската посланическа конференция, но влиза в границите на Санстефанска България. Според решенията на Берлинския конгрес градът е върнат отново в рамките на Османската империя. Александър Синве („Les Grecs de l’Empire Ottoman. Etude Statistique et Ethnographique“), който се основава на гръцки данни, в 1878 година пише, че в Корица (Korytza) живеят 8400 гърци.
На Етнографската карта на Битолския вилает на Картографския институт в София от 1901 година Корча е център на каза и санджак с 2027 къщи, от които 1420 къщи албански православни, 102 къщ влашки (цинцарски) и 505 къщи албански мюслюимански.
По време на Балканската война на 6 декември 1912 година в града влизат гръцки военни части. Това е нахлуване в територията на вече създадената албанска държава, тъй като Гърция претендира района на Корча да е част от региона на Северен Епир. В 1914 година Корча е включена в новосформираната Автономна република Северен Епир. През месец май автономията на републиката е потвърдена с Протокола от Корфу, който е подписан от представители на Албания и Северен Епир, одобрени от Великите сили. Подписването на протокола осигурява отделна администрация на региона, признаване на правата на местните гърци и осигуряването на местно правителство, което да е под суверенитета на Албания. Тази инициатива обаче пропада с обявяването на Първата световна война.

## Население
В Корча има голям брой власи и българи, също така и голям брой православни етнически албанци.

## Личности
Родени в Корча
- Васил С. Марков, български революционер, четник на Лука Иванов[7]
- Идомене Костури (1873 - 1943), албански политик
- Иракли Македонски (11 юли 1885 - 5 март 1954), български просветен деец, учител и училищен инспектор в Искърския край, кмет на Дърманци и на Рашково
- Йован Костури (1831 - 1924), албански публицист и деец на Албанското национално възраждане
- Партений II Охридски (XVII век), охридски архиепископ
- Пецо Чинговски (1917 – 2000), деец на НОВМ
- Спиридон Димов, български опълченец, V опълченска дружина, убит на 21 август 1877 г.[8]
- Спиро Костури (? - 1906), албански публицист и деец на Албанското национално възраждане
- Спиро Кузманов, български опълченец, ІІI опълченска дружина, умрял преди 1918 г. в София[9]
- Темистокли Гърмени (1871 - 1917), албански революционер и национален деец
- Тома Костов Марков, български революционер[10]

Починали в Корча
- Боруджик (Буруджик) Янкенски (Яускулски), български военен деец, поручик, загинал през Първата световна война[11]
- Иван Златарев (? – 1957), български революционер

Свързани с Корча
- Катерина Евро (1956), българска актриса, по произход от Корча

## Побратимени градове
Корча е побратимен град с:
- Клуж-Напока, Румъния
- Косовска Митровица, Косово
- Лос Алказарес, Испания
- Солун, Гърция

Корча си съдейства и с градовете:
- Верона, Италия
- Волфсберг, Австрия